# Целины-Пшеславицке
Цели́ны-Пшеслави́цке (пол. Celiny Przesławickie) — село в гмине Мехув Мехувского повята Малопольского воеводства, Польша.
Село располагается в 6 км от административного центра повята города Мехув и в 29 км от административного центра воеводства города Краков.
Население около 100 человек.
В 1975—1998 годах входило в состав Келецкого воеводства, административным центром которого являлся город Кельце (оно находилось на территориях находящихся рядом с территориями административно подчинённых Кракову). С 1999 входит в Малопольское воеводство.